# Klepki
Klepki [ˈklɛpki] est un village polonais de la gmina de Sabnie dans le powiat de Sokołów et dans la voïvodie de Mazovie, au centre-est de la Pologne.
Il est situé à environ 6 kilomètres au sud-ouest de Sabnie, 9 kilomètres au nord de Sokołów Podlaski et à 90 kilomètres à l'est de Varsovie.